# Листросаурус
Листросаурус је био род терапсида касног перма и средњег тријаса, те живео пре око 250.000.000 година. До данас је признато 4-6 врста међу научним круговима. 
Био је биљојед величине свиње. Предње ноге су му биле снажније од задњих, због чега се претпоставља да је копао рупе и настањивао се у тунелима. Након пермско-тријаског изумирања, највећег у историји Земље, Листросаурус је био најраспрострањенија преживела животиња на копну. Разлог његова опстанка и данас је непознат. Неки наводе да је можда узрок живот испод површине током катастрофе и плућа способна да удишу кисеоник упркос честица прашине за које се претпоставља да су узроковане ерупцијом супервулкана.